# كريستيان بانغ فوس
كريستيان بانغ فوس (بالدنماركية: Kristian Bang Foss)‏ هو كاتب دنماركي، ولد في 1977 في كوبنهاغن في الدنمارك.

## وصلات خارجية
- كريستيان بانغ فوس على موقع IMDb (الإنجليزية)